# ブルース・リー物語
『ブルース・リー物語』（原題：李小龍傳奇、英題：Bruce Lee True Story）は、1976年の香港映画。主演はホー・チョンドー（何宗道）、監督はウー・スーユエン（呉思遠）。過去の地上波テレビ放送時のタイトルは『カンフーに生きる！ブルース・リー物語』。

## 解説
ジェイソン・スコット・リー主演の『ドラゴン/ブルース・リー物語』（1993年）以前に製作されたブルース・リーの伝記映画。
76年に香港で公開され興行収入HK$ 1,282,742を記録。年間総合24位の好成績を残した。
ストーリーは現実にかなり近く、アクション・シーンは冒頭部分は消化不良だが、後半にいくにつれ、かなりのスピード感が出ていて、にせものブルース・リー映画の中でもNo.1と言っていいぐらいの出来となっている。
しかし、顔はブルース・リーにはほど遠く、あごの面積があるために劇中、ブルース・リーになりきって演じていても大して迫力がない。
工事現場近くで、トレーニングをしているシーンがあるが、この工事現場で働いている人のなかに、ジャッキー・チェンの映画で有名なマース（火星）がいる。数少ないマースのアクションシーンも見られる。マースをボコボコにした人は、ブルース・リー作品『ドラゴンへの道』にも出演している。ほかにも劇中、『燃えよドラゴン』の撮影シーンでは、フォン・ハックオンやユン・ピョウ、リー・ホイサンといった香港スターの顔が確認できる。

## キャスト
| 役名                                        | 俳優                         | 日本語吹替 |
| ------------------------------------------- | ---------------------------- | ---------- |
| ブルース・リー（李小龍）                    | ホー・チョンドー（何宗道）   | 津嘉山正種 |
| ユニコーン・チャン（小麒麟）                | ユニコーン・チャン（小麒麟） | 広瀬正志   |
| リー・チャン                                | チウ・チーリン（趙志凌）     | 幹本雄之   |
| チャンの指導者                              | フォン・ギンマン（馮敬文）   | 谷口節     |
| リンダ・リー                                | リンダ・ハースト             | 榊原良子   |
| イップ・マン（葉問）                        | イップ・チュン（葉準）       | 石井敏郎   |
| ブッチー                                    | シャム・チンボー（岑潛波）   |            |
| リーの弟子                                  | アラン・ツイ（徐忠信）       |            |
| サン・タイ・モー                            | リャン・シャオスン（梁少松） |            |
| チャーリー                                  | マース（火星）               |            |
| モドヤキ                                    | デビッド・チョウ（周大偉）   |            |
| モドヤキの弟子                              | ドニー・ウィリアムス         |            |
| イタリアン・マフィア                        | マリオ・ビエディアーノ       |            |
| イタリアン・マフィアの娘                    | ロベルタ・チャッピ           |            |
| 占い師                                      | 方圓                         |            |
| 『燃えよドラゴン』のエキストラ              | フォン・ハックオン（馮克安） |            |
| 『燃えよドラゴン』のエキストラ              | リー・ホイサン（李海生）     |            |
| 『燃えよドラゴン』のエキストラ              | ユン・ピョウ（元彪）         |            |
| シアトルでの葬儀の出席者 （アーカイブ映像） | スティーブ・マックイーン     |            |
| シアトルでの葬儀の出席者 （アーカイブ映像） | ジェームズ・コバーン         |            |

## 特記
- ブルース・リー役を演じるホー・チョンドーは、数多いソックリさんの中でも容姿・実力共にナンバー１と言われた俳優で、ブルース・リィ（黎小龍）を名乗っていた時期もあった。
- ブルース・リー作品とほぼ同じ場所（タイ、ローマ等）でロケが行われている点、リー作品の共演者が数多く出演している点（例えば『ドラゴン危機一発』の氷工場監督、『ドラゴンへの道』のマフィアの手下、同じく『―への道』等で共演したユニコーン・チャンが本人役）でマニアには興味深い作品となっている。